# Oseltamivir

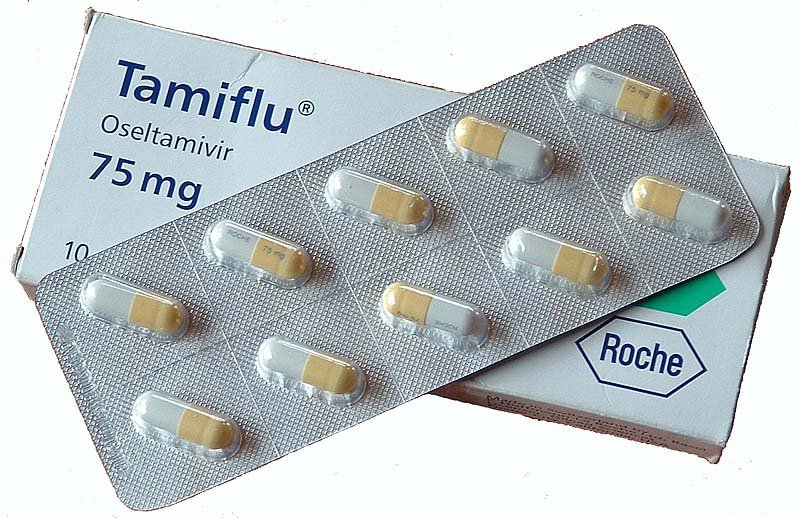
Tamiflu, denumirea sub care se comercializează oseltamivirul, atât sub formă de capsule (30, 45, 70 mg), cât și sub formă de suspensie (12 mg/ml)

Oseltamivir (cu denumirea comercială Tamiflu) este un medicament antiviral din categoria inhibitorilor de neuraminidază (alături de zanamivir și peramivir), folosit în profilaxia postexpunere și tratamentul gripei cu virus gripal A și B. Blochează răspândirea virusului gripal la nivelul celulelor organismului. Oseltamivir a fost primul inhibitor de neuraminidază de administrare orală comercializat, sub denumirea de Tamiflu. Este un pro-medicament care suferă o hidroliză hepatică și se transformă în metabolitul activ, oseltamivir carboxilat liber (GS4071).
Se află pe lista medicamentelor esențiale ale Organizației Mondiale a Sănătății. În 2020, a fost al 178-lea cel mai des prescris medicament din Statele Unite, cu peste 3 milioane de rețete.

## Farmacografie
A fost dezvoltat de filiala din Statele Unite a Gilead Sciences și este în prezent distribuit de către Hoffmann-La Roche sub denumirea comercială  de Tamiflu. În Japonia este vândut de către Chugai Pharmaceutical Co, deținută în proporție de peste 50% de către Roche.

## Mecanism de acțiune
Oseltamivir este un inhibitor al neuraminidazelor. Acționează prin blocarea desprinderii virionilor de replicare de pe suprafața celulelor infectate. Oseltamivirul acționează specific asupra virusului gripal A sau B, blocând neuraminidazele de la suprafața acestuia. Odată ce neuraminidazele au fost blocate, virusul nu se mai poate răspândi. 

## Studii clinice
Roche estimează ca un număr de  50 milioane de oameni au fost tratați cu oseltamivir. Majoritatea acestora au fost din Japonia, unde numărul este apreciat ca depășind 35 de milioane. Din iunie 2009, Roche a fost obligat să permită și altor companii să dezvolte medicamente concurente pentru Tamiflu, dupa multiple speculații privind un eventual monopol Tamiflu impus de companie pe piața din Marea Britanie. 
Efectele oseltamivirului au fost inițial testate pe modele experimentale, înainte de a fi studiate pe subiecți umani. În studiile asupra tratării gripei la oameni (2 413 adulți și adolescenți, 741 de pacienți vârstnici și 1 033 de copii), oseltamivirul (Tamiflu) a fost comparat cu placebo (un preparat inactiv). Eficacitatea tratamentului a fost măsurată cu ajutorul unei grile de scor în care pacienții și-au înregistrat simptomele (stare febrilă, dureri musculare, dureri de cap, dureri de gât, tuse, disconfort general, rinoree). Pentru prevenirea gripei, Tamiflu a fost studiat la pacienții care au fost expuși la boală în condițiile în care numai unul din membrii familiei avea gripă (962 de cazuri) sau în timpul unei epidemii (1 562 de subiecți cu vârste între 16 și 65 de ani și 548 de vârstnici din azilurile de bătrâni). Studiile au evaluat numărul de cazuri de gripă care au fost demonstrate prin teste de laborator. De asemenea, unul dintre studii a evaluat utilizarea Tamiflu în cadrul aceleiași familii (277 de familii), atât pentru tratarea persoanei care prezintă gripă, cât și pentru tratarea și prevenirea gripei la cei care au avut contact cu persoana respectivă.
În studiile privind tratarea adulților, Tamiflu a redus durata bolii de la 5,2 zile la pacienții care au luat placebo si la 4,2 zile pentru pacienții care au luat Tamiflu. La copiii cu vârsta între unu și șase ani, durata bolii s-a redus la 1,5 zile. 
În studiile privind prevenirea bolii, tratamentul cu Tamiflu a redus incidența gripei la persoanele care au avut contact cu un bolnav de gripă. În studiul desfășurat în timpul unei epidemii, 1% din persoanele care au primit Tamiflu s-au îmbolnăvit de gripă după contact, comparativ cu 5% dintre cei care au primit placebo. 
În familiile în care o singură persoană avea gripă, în urma tratamentului preventiv cu Tamiflu, 7% din membrii aceleiași familii s-au îmbolnăvit de gripă, față de 20%, care s-au îmbolnăvit când nu li s-a administrat un tratament preventiv.

## Riscuri terapeutice
Cele mai frecvente efecte secundare asociate cu Tamiflu la adulți și adolescenți (observate la mai mult de 1 din 10 pacienți) sunt dureri de cap și greață (senzația de rău). La copii, cele mai frecvente efecte secundare (observate la mai mult de 1 din 10 pacienți) sunt vărsăturile și diareea. Tamiflu nu se administrează pacienților care pot prezenta hipersensibilitate (alergie) la oseltamivir sau la oricare alt ingredient al acestui medicament.

## Indicații
Tamiflu se utilizează pentru tratarea și prevenirea gripei la adulți și copiii cu vârsta peste un an:
- pentru tratarea gripei, poate fi folosit la pacienții care prezintă simptome de gripă atunci când se cunoaște că virusul gripal circulă în comunitate.
- pentru prevenirea gripei, poate fi folosit la pacienții care au avut contact cu cineva care are gripă.

Prevenirea gripei se realizează de la caz la caz, dar în cazuri excepționale se poate efectua și sub forma unui program sezonier, de exemplu atunci când vaccinul gripal nu este suficient și în cazul
unei pandemii (o epidemie mondială de gripă).
Tamiflu nu poate înlocui vaccinarea antigripală, iar utilizarea sa trebuie să se bazeze pe recomandări oficiale.

## Prescripție
Medicamentul se poate elibera în Uniunea Europeana numai pe bază de rețetă. 

## Oseltamivir și pandemia de gripă A (H1N1) din 2009-2010
Ca urmare a pandemiei de gripă porcină din 2009-2010, dar și ca rezultat al temerilor EMEA (European Medicines Agency) că stocurile de Tamiflu nu vor fi suficiente în caz de înrăutățire a situației epidemiologice, în mai 2009 agenția a recomandat ca perioada de valabilitate pentru medicamentul Tamiflu capsule să fie prelungită de la cinci la șapte ani. Astfel EMEA a recomandat ca, pe perioada unei pandemii declarate, medicamentul Tamiflu aflat deja pe piață să poată fi utilizat până la doi ani în plus după termenul curent de expirare de 5 ani.  Arhivat în 5 martie 2016, la Wayback Machine.
Datele centralizate despre virusul gripal A (H1N1) de la sfârșitul lunii decembrie 2009 indică apariția unor tulpini virale cu mutația H274Y, care le conferă rezistență față de tratamentul antiviral cu oseltamivir.